# Tanngrisner og Tanngnjost
Tanngrisner og Tanngnjost (som betyder hhv mellemrummet mellem tænderne og den tandgnissende) er Thors to gedebukke. Har den egenskab, at de kan slagtes et uendeligt antal gange. Thor skal blot svinge Mjølner over knoglerne og straks er de begge i live igen.

## Fortælling i Gylfaginning i Yngre Edda
Tjalfe brækkede engang en benknogle for at suge marven ud af den, skønt han havde fået forbud mod det. Da Thor så den ene gedebuk haltede, tog han Tjalfe og Røskva med sig til Asgård som straf.
| Nordisk mytologi | Spire Denne artikel om nordisk religion og mytologi er en spire som bør udbygges. Du er velkommen til at hjælpe Wikipedia ved at udvide den. |